# Rád létá, a ne, že ne
Rád létá, a ne, že ne (v anglickém originále He Loves to Fly and He D'ohs) je 1. díl 19. řady (celkem 401.) amerického animovaného seriálu Simpsonovi. Scénář napsal Joel H. Cohen a díl režíroval Mark Kirkland. V USA měl premiéru dne 23. září 2007 na stanici Fox Broadcasting Company a v Česku byl poprvé vysílán 25. ledna 2009 na stanici ČT2.

## Děj
Během návštěvy springfieldského obchodního centra spadne pan Burns do fontány, když se z ní snaží vzít penny. Homer ho přijde vytáhnout a zachrání mu život. Burns mu za odměnu nabídne, že ho vezme na večeři; když Homer projeví chuť na chicagskou pizzu, odletí oba do Chicaga Burnsovým luxusně vybaveným soukromým letadlem. Homer si užije výlet i večeři, ale brzy upadne do deprese, protože nemá vlastní letadlo. 
Aby Homerovi zvedla náladu, najme Marge životního kouče Colbyho Krause, aby s ním pracoval. Colby zjistí, že Homer je dobrý pouze v bowlingu, a nabádá ho, aby všude nosil bowlingové boty, aby si zvedl sebevědomí. Strategie se osvědčí a oživený Homer brzy obdrží pozvánky na pracovní pohovor od několika firem. Rozhodne se pro pohovor pouze ve firmě Šikulovy měděné trubky, protože by tato pozice vyžadovala služební cesty firemním letadlem. 
Ve dnech následujících po pohovoru Homer každé ráno sebevědomě opouští dům, ale projíždí kolem Šikulových měděných trubek a tráví den v nedalekém Krusty Burgeru. Bart ho tam najde během třídního výletu a Homer mu přizná, že práci nedostal, protože o měděných trubkách nic neví. Bart naléhá na Homera, aby Marge řekl pravdu, ale když slyší její šťastný hlas v telefonu, nemůže se Homer přinutit ji zklamat. Místo toho si pro sebe a Marge objedná krátký let soukromým tryskáčem s úmyslem říct jí pravdu během cesty. Než to však stihne udělat, letadlo se dostane do turbulencí a Homer s Marge zjistí, že pilot omdlel po užití heroinu. Snaží se letadlo vytáhnout nahoru a zabránit pádu do oceánu a Marge horečně volá Colbymu o radu. Jeho motivace vede Homera k bezpečnému přistání na letišti, ale Homer při pokusu o pojíždění zpět k terminálu omylem navede letadlo do oceánu. Spolu s Marge jsou letecky přepraveni do bezpečí a on se rozhodne vrátit do práce v elektrárně, protože cestování soukromým letadlem považuje za nebezpečné.

## Produkce
Jednalo se o první díl odvysílaný po uvedení Simpsonových ve filmu a úvodní pasáž epizody se k filmu vrací: Bart napíše na tabuli „Nebudu čekat 20 let, abych natočil další film.“ a projede na skateboardu Springfieldem, který se stále vzpamatovává z incidentu s kopulí. Znovu se objeví několik filmových postav, včetně prezidenta Schwarzeneggera, mnohooké veverky, Colina, Russe Cargilla a medičky. Nový dům Simpsonových je stále ve výstavbě a silo, které Homer používal k uskladnění výkalů svého Spidervepře, je připevněno k jeho autu. Spidervepř se také poprvé v seriálu objevuje během gaučového gagu a Homer o něm mluví jako o „mé letní lásce“.
Když byl Stephen Colbert požádán o účast v seriálu, domníval se, že jde pouze na konkurz, ale byl „nadšený“, když mu produkční štáb sdělil, že má v epizodě skutečně roli. Colberta potěšilo, že se jeho postava jmenuje Colby a že se svým vzhledem podobá jeho vlastnímu vzhledu, ačkoli nečekal, že animátoři zachovají jeho brýle pro design. Svůj výkon založil na Tonym Robbinsovi a natáčení popsal jako „nejtěžší práci“.

## Kulturní odkazy
Během pobytu v Chicagu vejdou pan Burns a Homer do salonu s názvem „Den krásy Ferrise Buellera“, což je narážka na film Volný den Ferrise Buellera. Když vycházejí ze salonu, jsou oblečeni jako Ferris (Burns), respektive jeho přítel Cameron (Homer). Lionel Richie zpívá během letu píseň „Say You, Say Me“. Na Homerovo přání ji zpívá o pivu. Pan Burns a Homer navštíví představení ve skutečném divadle Second City. Dan Castellaneta i hostující hvězda Stephen Colbert byli na počátku své kariéry členy Second City. Název epizody je odkazem na slogan společnosti Delta Air Lines z roku 1987: „Rádi létáme, a je to vidět.“.

## Přijetí
Epizodu sledovalo v průměru 9,7 milionu diváků, její sledovanost dosáhla dle Nielsenu ratingu 4,7 a 12procentního podílu na publiku.
Brian Tallerico z UGO udělil dílu hodnocení C a vyjádřil zklamání po dobře přijatých Simpsonových ve filmu. Měl pocit, že se autoři vrátili „přímo ke svým starým klišé a smutně se opakujícím vtipům“. Pochválil však pozměněnou úvodní pasáž.
Robert Canning z IGN dal epizodě také 5 z 10, pochválil úvodní část, ale většinu epizody považoval za průměrnou, zejména vystoupení Stephena Colberta. Nicméně „i průměrná epizoda v sobě skrývá několik komických klenotů. Čas strávený v Chicagu je docela příjemný, včetně skvělého gagu z pohledu Ferrise Buellera, a životní kouč Colby pronese vtipnou hlášku, v níž přirovnává Homerův postoj k postoji Spojených států amerických.“
Richard Keller z TV Squad díl pochválil: „Po zhlédnutí tolika posledních dílů, kde Homer vypadal jako sotva fungující duševně nemocný pacient, jsem nebyl zvyklý na Homera, který je vlastně docela normální.“. Al Jean, výkonný producent Simpsonových, označil epizodu za jednu ze svých osobních oblíbených.
Andrew Martin z časopisu Prefix Mag označil Lionela Richieho za svého devátého nejoblíbenějšího hudebního hosta v Simpsonových ze seznamu deseti.